# Pheroliodes africanus
Pheroliodes africanus är en kvalsterart som först beskrevs av Balogh 1966.  Pheroliodes africanus ingår i släktet Pheroliodes och familjen Pheroliodidae. Inga underarter finns listade i Catalogue of Life.